# Reimar Peter von Rheder

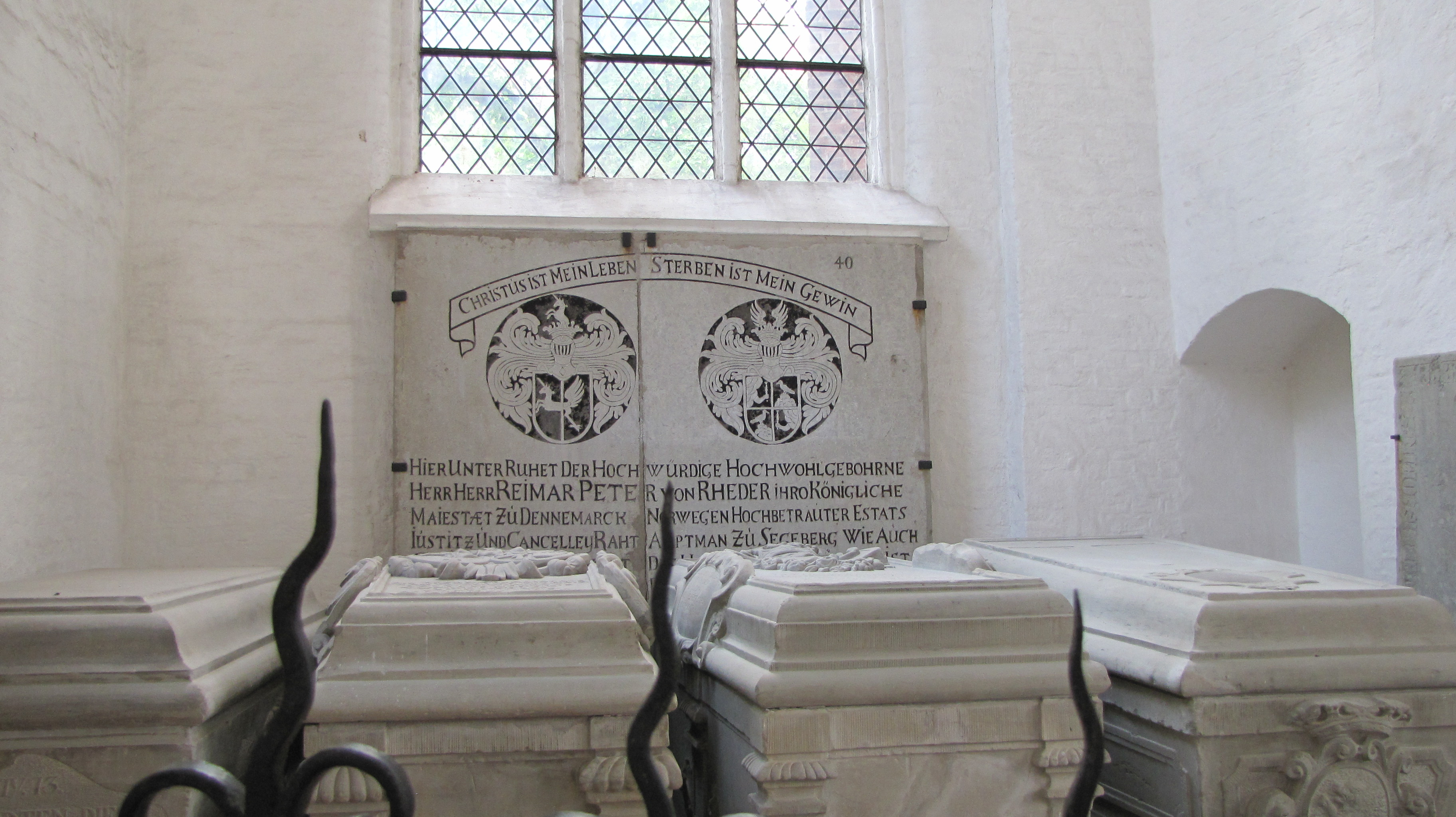
Grabplatte Reimar Peter von Rheder im Lübecker Dom mit den Wappen Rheder und Wibe

Reimar Peter von Rheder (* 29. August 1660 in Wilster; † 14. Februar 1711 in Glückstadt, ▭ 6. März 1711 in Lübeck) war Lübecker Domherr und königlich dänischer Rat.

## Leben
Reimar Peter Rheder war Großvogt vom Amt Großvogtei des Hochstifts Lübeck und Kanonikus des Lübecker Domkapitels. Er wurde geadelt und erhielt 1683 den Wappenbrief. Ebenfalls 1683 wurde Rheder Rath der für das Herzogtum Holstein zuständigen Kanzlei bei der Regierung in Glücksstadt. 1688 wurde er Amtmann im Amt Segeberg. 1696 folgte seine Ernennung zum königlich dänischen Justizrat; 1702 wurde Rehder zum königlich dänischen Etatsrat bestellt.
Bei der Bischofswahl nach dem Tod von Fürstbischof August Friedrich von Schleswig-Holstein-Gottorf 1705, die von einer militärischen Auseinandersetzung und zu Weihnachten 1705 von der Belagerung und Besetzung von Schloss Eutin durch die Dänen begleitet war, gehörte Rheder zur letztlich unterlegenen Partei im Kapitel, die den dänischen Koadjutor, Prinz Carl von Dänemark (* 26. Oktober 1680; † 8. August 1729), einen jüngeren Bruder des dänischen Königs Friedrich IV. unterstützte. Durch diplomatisches Eingreifen der englischen Königin Anne sowie der Generalstaaten und nach Zusicherung einer Rente wurde dieser jedoch zur Aufgabe seines Anspruches gebracht, so dass der Kandidat der gottorfischen und mit Schweden verbündeten Partei Christian August von Schleswig-Holstein-Gottorf die Nachfolge antreten konnte. Endgültig beigelegt wurde die Auseinandersetzung erst nach Abschluss der Altranstädter Konvention, als Christian August 1709 vom Kaiser mit dem Hochstift Lübeck belehnt wurde.
Nach seinem Tode wurde Rheder im Lübecker Dom bestattet. Die zweiteilige Grabplatte ist aufgerichtet an der Ostwand der Dechanten-Kapelle erhalten. Der Grabstein lag früher vor der Kapelle. Die Grabstelle wurde von Rheder 1709 für 300 Mark Lübisch erworben. Seine Trauerrede hielt der Konrektor des Katharineums zu Lübeck Martin Christian Goeldeling.
Rheder war seit 1690 mit der dänischen Adligen Anne Christine Wibe (1675–1730) verheiratet. Ihr in Winsen (Holstein) geborener Sohn Michael Peter von Rheder (1691–1757) wurde Vizekanzler in Holstein.